# Trentino - Zgornje Poadižje
Trentinsko - Zgornje Poadižje v dvojezičnem italijansko-nemškem izvirniku Trentino-Alto Adige /Südtirol, v ladinščini Trentin-Südtirol, je ena od dvajsetih dežel, ki sestavljajo Italijo, in ena od petih s posebnim statutom oz. avtonomijo. Meji na severu z Avstrijo, na zahodu s Švico in z deželo Lombardija, na jugu in na vzhodu z Benečijo. Deli se na dve avtonomni pokrajini: Bolzano (116 občin) in Trento (223 občin), v katerih živi skoraj 1,1 milijona prebivalcev.

## Upravna ureditev
Trentinsko - Zgornje Poadižje je edina italijanska dežela, ki je odstopila svoje naloge in privilegije pokrajinama, ki jo sestavljata. Dejansko se njena sestavna dela, pokrajini Bolzano in Tridentinsko, tudi uradno imenujeta avtonomni pokrajini. Deželni svet je sestavljen iz pokrajinskih svetnikov in njegov predsednik je izmenoma predstavnik ene ali druge pokrajine. Formalno je glavno mesto dežele Trident (Trento), a politično in administrativno je Bolzano/Bozen enakopraven. Celo deželni svet se sestaja izmenoma v enem ali drugem od mest, odvisno od sedeža trenutnega predsednika. Glavni mesti sta torej dejansko dve.
Država ima predstavnike v obeh pokrajinah, na isti ravni z deželo. Zato je Trentinsko sopomenka za Pokrajino Trento, kot je Zgornje Poadižje sopomenka za Pokrajino Bolzano/Bozen.
Bocenska pokrajina je združila občine v osem upravnih enot (it. comprensori, nem. Bezirksgemeinschaften), ki se ukvarjajo s problemi s področja kulture, gospodarstva in ekologije. Podobna ureditev je do nedavnega veljala v pokrajini Tridentinsko, a se ni obnesla. Zato je pokrajina izdala leta 2006 zakon, ki predvideva prenos pristojnosti s pokrajine direktno na občine; izvedba je še v teku. 
Gornje Poadižje (Alto Adige) je italijanski naziv za ozemlje, ki mu Nemci pravijo Južna Tirolska – odvisno, s katere strani gledate. Ker je zdaj to ozemlje v državi Italiji, je uradno poimenovanje administrativne enote Alto Adige, medtem ko se za isto ozemlje enakovredno uporablja tudi ime Južna Tirolska (nem. Südtirol).
Neitalijanski mediji se pogosto nenatančno izražajo o teh krajih, na primer: južnotirolsko glavno mesto Bocen v Trentinu ali Adiža izvira na Trentinskem ali gorstvo Adamello v Južni Tirolski, ker pač niso dovolj seznanjeni s svojstvenimi razmerami v tej deželi. Dejansko gre za dve popolnoma ločeni enoti, z natanko določenimi mejami, ki nimata skoraj nič skupnega. V javnosti se pojavlja dvom o rabi besede tridentinski namesto trentinski z argumentom, da se tridentinski nanaša le na ustaljeno zvezo tridentinski koncil, ekumenski koncil iz 16. stoletja, sicer pa se je besedi izogibati, ker spominja na fašistično poimenovanje dežele. Kljub temu v rabi za zdaj še prevladuje tradicionalna oblika Tridentinsko.

## Zemljepisna lega in podnebje
Dežela Trentinsko - Zgornje Poadižje je skorajda popolnoma gorata, V glavnem so to Dolomiti, in sicer skupine Ortler, Cevedale, Adamello, Presanella, Sciliar, Sassolungo, Catinaccio, Marmolada, Sella, Latemar, Pale di San Martino; na jugu se vrhovi spuščajo v Predalpe. Najsevernejša točka je Vetta d'Italia/Glockenkarkopf (2911 m), najvišji vrh severnega predela dežele pa je Palla Bianca/Weisskugel (3764 m). Na Tridentinskem delu je najvišja gora Ortles/Ortler (3902 m). Dežela ima veliko vodno bogastvo, to je več rek in jezer. Največje reke so Adiža s pritoki, Brenta, Sarca in Chiese. Edino veliko jezero je Garda, ki sega v deželo s skrajnim severnim koncem. Veliko je manjših alpskih jezer: Molveno, Ledro, Tovel, Braies, Carezza, Caldaro, Resia in druga.
Podnebje je značilno alpsko, brez izjem.

## Zgodovina
Do leta 1919 je bila ta dežela oziroma ozemlje del velike avstro-ogrske dežele Tirolske (nem. Land Tirol). Po prvi svetovni vojni jo je mirovna pogodba razdelila med Avstrijo (današnja avstrijska zvezna dežela Tirolska) in Italijo, ki je svoj del imenovala Venezia Tridentina (dobesedno: Tridentinska Benečija). Leta 1948 je bila ustanovljena (avtonomna) dežela s posebnim statutom z imenom Trentino-Alto Adige/Tiroler Etschland (dobesedno: Trentinsko - Zgornje Poadižje/Tirolsko Poadižje). Od leta 1972 dalje se dežela uradno imenuje Trentino-Alto Adige/Südtirol (dobesedno: Trentinsko - Zgornje Poadižje/Južna Tirolska).

### Tridentinsko
Ob zaključku zadnje ledene dobe pred približno 10.000 leti, ko so se ledeniki umaknili na višje položaje, so nastala tudi prva naselja na Tridentinskem, vendar segajo prva pričevanja šele v bronasto dobo. Odkrita je bila okoli 5000 let stara mumija Ötzi in okoli 4000 let stari ostanki mostišč ob jezeru Ledro. Nekateri zgodovinarji so mnenja, da so jih postavili predhodniki plemena Retijcev, o katerih se sicer prvič sliši komaj v 6. st. pr. n. št. Reti so bili kulturno pleme, ki je poznalo pisavo že 500 let pr. n. št. Imeli so značilno obliko samouprave, ki se je ohranila še dolgo potem, ko so jih Rimljani premagali med letoma 16 in 9 pr. n. št. V dobo rimske kolonizacije sega nastanek mesta Tridentum, današnjega Trenta. Po propadu rimskega imperija so že okoli leta 568 zasedli to ozemlje Langobardi, ki so ostali na oblasti vse do leta 774. Zanimivo je, da je že njihov kralj Autari (584 - 590) postavil severno mejo države v Salurnsko ožino (it. Stretta di Salorno, nem. Salurner Klause), ki je še danes meja z Južno Tirolsko in pokrajino Zgornje Poadižje, kakor tudi med italijansko in nemško govorečim prebivalstvom.
Leta 774 je oblast prešla na Sveto rimsko cesarstvo, pod čigar okriljem je bil leta 1027 ustanovljen škofijski principat, se pravi, da je škof prejel od vladarja naslov princa in posvetno oblast v mejah škofije, kar je zagotavljalo deželi skoraj popolno avtonomijo. Kljub raznim nasprotovanjem, predvsem s strani avstrijskih vladarjev, je samostojnost trajala vse do prvih let devetnajstega stoletja, ko je po Napoleonovih vojnah Tridentinsko postalo eno od evropskih spornih področij. Bilo je eno od glavnih pozorišč prve svetovne vojne (skoraj 11.000 padlih Tridentincev), ob koncu katere ga je Versajska pogodba dodelila Kraljevini Italiji.

### Zgornje Poadižje
Nekatere izkopanine pričajo, da so bili ti kraji naseljeni že v kameni dobi, a prav nepretrgano bivanje neštetih plemen na ozemlju je uničilo veliko sledi za njimi. Najstarejši dobro ohranjeni ostanki so grobišča v okolici mesta Bressanone / Brixen (okoli leta 1000 pr. n. št.). Že s prvim preseljevanjem keltskih narodov v šestem stoletju pr. n. št. so se nekatera plemena ustavila na alpskih ozemljih, predvsem Reti ali ljudstva, ki so se z Reti asimilirala. Rimska nadoblast je trajala od leta 16 pr. n. št. do leta 476, ko so deželo zavzeli najprej Ostrogoti, nato Langobardi in slednjič Bavarci. Pod Karlom Velikim je dežela prišla pod Franke. Za časa Svetega rimskega cesarstva je bilo ozemlje razdeljeno med tridentinsko škofijo in briksenško škofijo. Toda na področju okoli današnjega Merana / Meran, ki je spadalo pod tridentinsko oblast, se je kmalu pojavila plemiška družina Venosta, ki je leta 1342 dosegla neodvisnost. Zadnja dedinja grofov Venosta je odstopila svoje posesti Rudolfu IV. Habsburškemu, s čimer jih je združila z avstrijsko Tirolsko. Po Napoleonovih vojnah so se začela med Italijo in Avstrijo prepiranja za posest dežele, ki so se razvlekla preko obeh svetovnih vojn. Ob koncu druge svetovne vojne, med katero je padlo okoli 8000 domačinov, so deželo zasedli zavezniki. Mirovna pogodba je leta 1948 dodelila pokrajino Italiji in jo združila s Tridentinskim, da bi zmanjšala delež nemško govorečega prebivalstva. Nemško prebivalstvo ni bilo zadovoljno s tako rešitvijo in pojavili so se teroristični skrajneži. Zato je leta 1972 bil odobren tako imenovani drugi sporazum, ki je priznal deželi avtonomijo.

## Gospodarstvo
Deželno gospodarstvo je zelo razvejano. Živinoreja, ki je bila do nedavnega glavni vir dohodkov, je še vedno intenzivna. Poljedelstvo je zastopano predvsem s sadjarstvom: dežela pridela 60% državnega proizvoda jabolk in velike količine drobnega sadja, kot so jagode, maline, borovnice in robidnice. Vinska trta se goji na sicer majhnih površinah (1% državne površine), a proizvajajo se vina najvišje kvalitete. V raznih manjših industrijskih obratih je zaposlenih skupno 33% prebivalstva. Posebej je treba omeniti pridobivanje in obdelovanje porfirja v pokrajini Trento. Obilje vodnih virov omogoča pridobivanje energije iz hidroelektrarn, a posebno v Bocenski pokrajini tudi iz alternativnih virov (biomasa, sončna energija). Toda najdonosnejša gospodarska panoga je turizem, predvsem zimski, a tudi počitniški in termalni. V sami pokrajini Trento znaša skupna ponudba hotelov, privatnih sob in apartmajev ter zasebnih vikendov skoraj pol milijona prenočišč.
Dežela nima problema brezposelnosti. Višina bruto osebnega dohodka jo postavlja na drugo mesto v državi za Lombardijo. 

## Jezik
Čeprav so na razpolago uradni viri le za Bocensko pokrajino, ker Trentinska pokrajina ne popisuje prebivalstva po jezikovni skupini, velja podatek, da govori v Tridentinskem velika večina prebivalstva italijansko. V Zgornjem Poadižju je glavni jezik nemščina, ki jo govori kot prvi jezik okoli 70% prebivalcev. Močno zastopana je tudi ladinščina (5%), italijansko pa govori okoli 25%. Če se podatki združijo in obravnavajo v sklopu dežele, je Italijanov 65%, Nemcev 32% in Ladincev 3%, a tako prikazovanje je nepravilno prav zaradi teritorialne razporeditve govorcev. 
Od skupnih 116 občin Bocenske pokrajine je večinski jezik nemščina v 103 občinah, ladinščina v 8 občinah in italijanščina v 5 občinah. V javni administraciji je, na 100 državnih službah, rezerviranih 69 za nemško govoreče, 27 za italijansko govoreče in 4 za ladinsko govoreče. Ladinščina je uradno priznana in zaščitena in se poučuje v vseh javnih šolah. V krajih z ladinsko večino je tudi učni jezik. Nemški jezik je popolnoma enakopraven z italijanskim in se normalno uporablja tudi v javnih uradih in sodiščih. Samo zakonodajne listine morajo biti v italijanščini. V dopisovanju z oblastmi se uporablja jezik, s katerim se je ena stran prvič javila drugi, kakor se tudi ustni pogovori nadaljujejo v jeziku prvega stika. Z vojaškimi oblastmi se uporablja samo italijanščina. V šolah so ločeni odseki, kjer se isti programi poučujejo v različnih jezikih, a že od prvega letnika je manjšinski jezik obvezni predmet.